# Vázsonyi Vilmos
Vázsonyi Vilmos, születési nevén Weiszfeld Vilmos (Sümeg, 1868. március 22. – Baden bei Wien, 1926. május 29.) magyar ügyvéd, liberális-polgári demokrata politikus, miniszter. Bársony Dóra opera-énekesnő nagybátyja, Vázsonyi Endre matematikus unokatestvére.

## Életpályája
Izraelita családban született, családja a Weiszfeld nevet magyarosította Vázsonyira. A Budapesti Tudományegyetemen szerzett jogi diplomát és ügyvéd lett.
1894-ben megalakította a községi Demokrata Pártot, s még ugyanebben az évben bekerült Budapest törvényhatóságába is. 1900-ban pártját Polgári Demokrata Párt néven országos szervezetté alakította, s egyben Új Század néven politikai hetilapot is indított. Az 1896-os választásokon még nem jutott be a parlamentbe, de az 1901-esen már igen; a budapesti Terézváros országgyűlési képviselőjévé választották. Ezt az eredményt sikerült megismételnie az 1905-ös, az 1906-os és az 1910-es általános választásokon is, s mivel az első világháború miatt többször már nem rendeztek választásokat, az őszirózsás forradalom győzelméig képviselő maradt.
Ügyvédként több ügyet képviselt sikerrel, így 1904-ben a vasutassztrájk idején részt vett a kormánnyal való tárgyalásokon, majd védte a perbe fogott vasutasokat. Az 1905–1906-os magyarországi belpolitikai válság idején egyike volt a budapesti „nemzeti ellenállás” (a kormánnyal és a kormánypárttal szembeni obstrukció, ellenállás) vezéregyéniségeinek. 1917-ben az Esterházy-, majd annak bukása után a következő, harmadik Wekerle-kormány tagja volt mint igazságügy-miniszter illetve a választójogi törvény reformjával megbízott tárca nélküli miniszter.
Az őszirózsás forradalom 1918. októberi győzelmekor korábbi antibolsevista kijelentései miatt Bécsbe emigrált, csak jóval a Magyarországi Tanácsköztársaság bukása után, 1921-ben tért vissza Magyarországra. Ekkor Nemzeti Demokrata Polgári Párt néven (Gál Jenővel együtt) újjászervezte pártját, s IV. Károly magyar király visszatérésének ügyével kapcsolatban a legitimistákat támogatta. Az 1922-es választásokon régi választókerülete (amit azóta a IX. kerülethez csatoltak) küldte ismét az Országgyűlésbe.
A frankhamisítási ügy parlamenti tárgyalásán a kisebbségi vélemény egyik szerkesztője volt, amivel kiváltotta a nacionalista körök ellenszenvét. Megromlott egészségi állapota miatt külföldi gyógykezelésre utazott, a Bécshez közeli Badenben halt meg. A demokrata párt elnöke ezután fia, Vázsonyi János lett. Unokája, ifj. Vázsonyi Vilmos (1935–2008) az 1956-os emigráció kiemelkedő képviselője emlékezésében részletesen beszámol a családról.
A párbajellenes mozgalom egyik vezetője volt, így Szüllő Gézának sem szolgáltatott elégtételt.

## Írásai

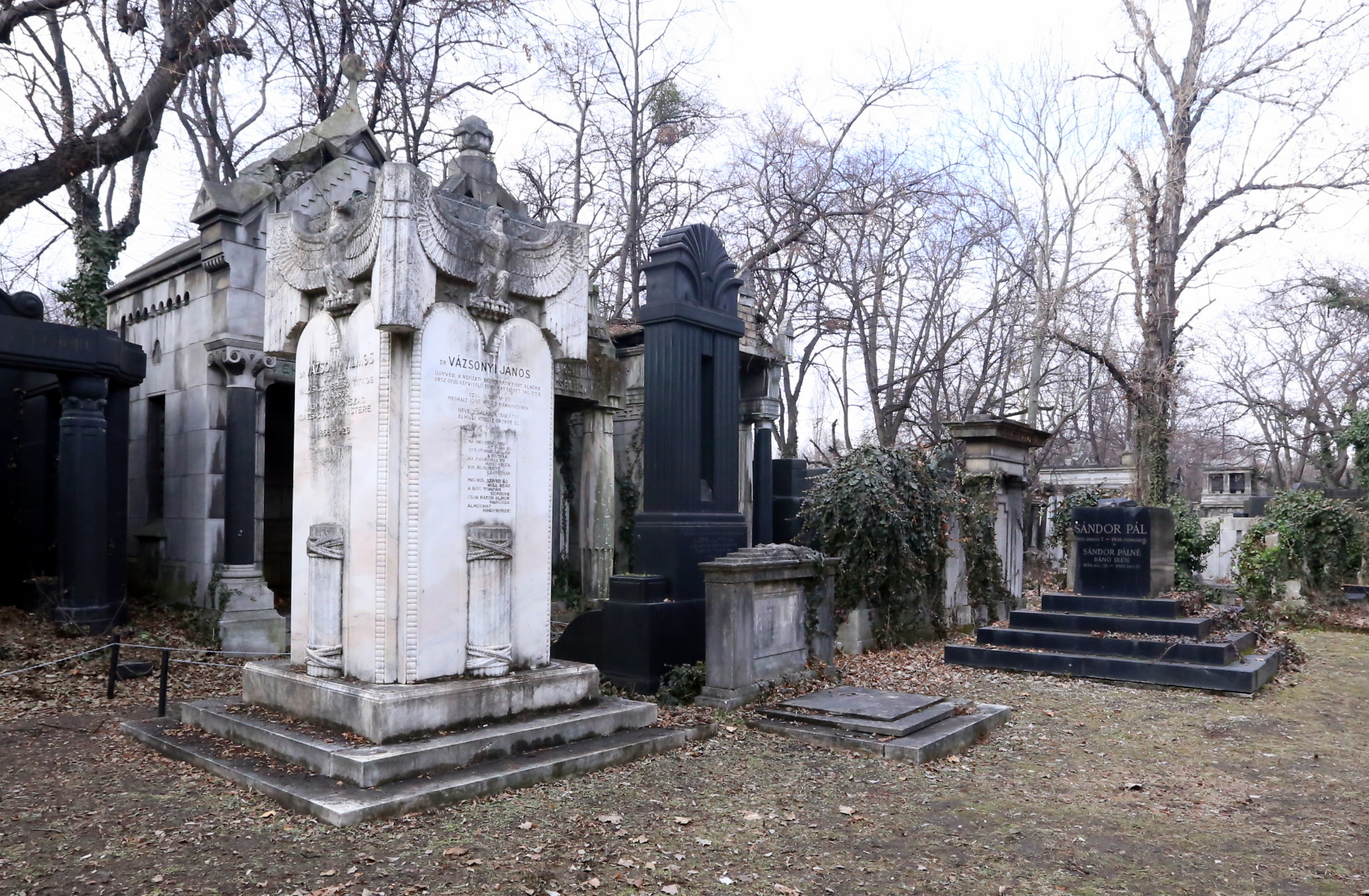
Vázsonyi János és Vilmos síremléke a Salgótarjáni utcai zsidó temetőben

Nevezetesebb munkái a főleg újságokban megjelent publikációi mellett:
- Önkormányzat (1890)
- A Választási elv a Külföldi Közigazgatásban" (1891)
- A Szavazás Deczentralizácziója" (1892)
- "A Királyi Placetum a Magyar Alkotmányban" (1893)